# Erosida gratiosa
Erosida gratiosa là một loài bọ cánh cứng trong họ Cerambycidae.